# Чугунов, Александр Иванович (футболист)
Алекса́ндр Ива́нович Чугуно́в (10 мая 1953, хутор Синяпкин, Ростовская область, СССР) — советский футболист, защитник, полузащитник и нападающий, российский тренер.

## Карьера

### Игрока
Футболом заниматься начал в 1963 году в городе Каменске-Шахтинском, первым тренером был В. Д. Архипенко. С 1970 по 1971 год играл за местный «Прогресс» сначала в Классе «Б», а потом в любительском чемпионате Ростовской области. В эти же годы привлекался в сборную РСФСР.
С 1972 года выступал за ростовский СКА, в составе которого дебютировал в Высшей лиге СССР, где провёл 6 матчей в сезоне 1973 года. Кроме того, сыграл в 1 встрече Кубка СССР. С 1974 по 1978 год защищал цвета «Кубани», забил 17 мячей в 164 матчах первенства, и ещё в 1976 году сыграл 2 встречи и забил 1 гол в Кубке. Сезон 1979 года провёл в ставропольском «Динамо», в 38 матчах отметился 5 мячами.
С 1980 по 1983 год снова выступал за «Кубань», провёл 69 матчей и забил 2 гола в чемпионате, 5 встреч сыграл в Кубке СССР, и ещё принял участие в 2 поединках турнира дублёров Высшей лиги. В 1984 году провёл 2 матча за новороссийский «Цемент».

### Тренера
С 1995 по 1996 год работал ассистентом главного тренера в краснодарском «Колосе». С 2004 по 2005 год входил в тренерский штаб клуба «Краснодар-2000». С 2009 года работает тренером команды 1994 года рождения в краснодарской СДЮСШОР-5.